# Grand Prix-seizoen 1909
Het Grand Prix-seizoen 1909 was het eerste Grand Prix-jaar zonder een Grande Épreuve. Het seizoen begon op 2 mei en eindigde op 30 oktober na drie races.

## Kalender
| Datum      | Land             | Racenaam           | Circuit      | Winnaar          | Constructeur | Verslag |
| ---------- | ---------------- | ------------------ | ------------ | ---------------- | ------------ | ------- |
| 2 mei      | Italië           | Targa Florio       | Madonie      | Francesco Ciuppa | SPA          | verslag |
| 10 juli    | Verenigde Staten | Dick Ferris Trophy | Santa Monica | Harris Hanshue   | Apperson     | verslag |
| 30 oktober | Verenigde Staten | Vanderbilt Cup     | Long Island  | Harry Grant      | ALCO         | verslag |

1894 · 1895 · 1896 · 1897 · 1898 · 1899 · 1900 · 1901 · 1902 · 1903 · 1904 · 1905 · 1906 · 1907 · 1908 · 1909 · 1910 · 1911 · 1912 · 1913 · 1914 · 1915 · 1916 · Eerste Wereldoorlog · 1919 · 1920 · 1921 · 1922 · 1923 · 1924 · 1925 · 1926 · 1927 · 1928 · 1929 · 1930 · 1931 · 1932 · 1933 · 1934 · 1935 · 1936 · 1937 · 1938 · 1939 · 1940-1945 (Tweede Wereldoorlog) · 1946 · 1947 · 1948 · 1949 
 Lijst van Grand Prix-wedstrijden voor 1950